# Wiener Zeitung

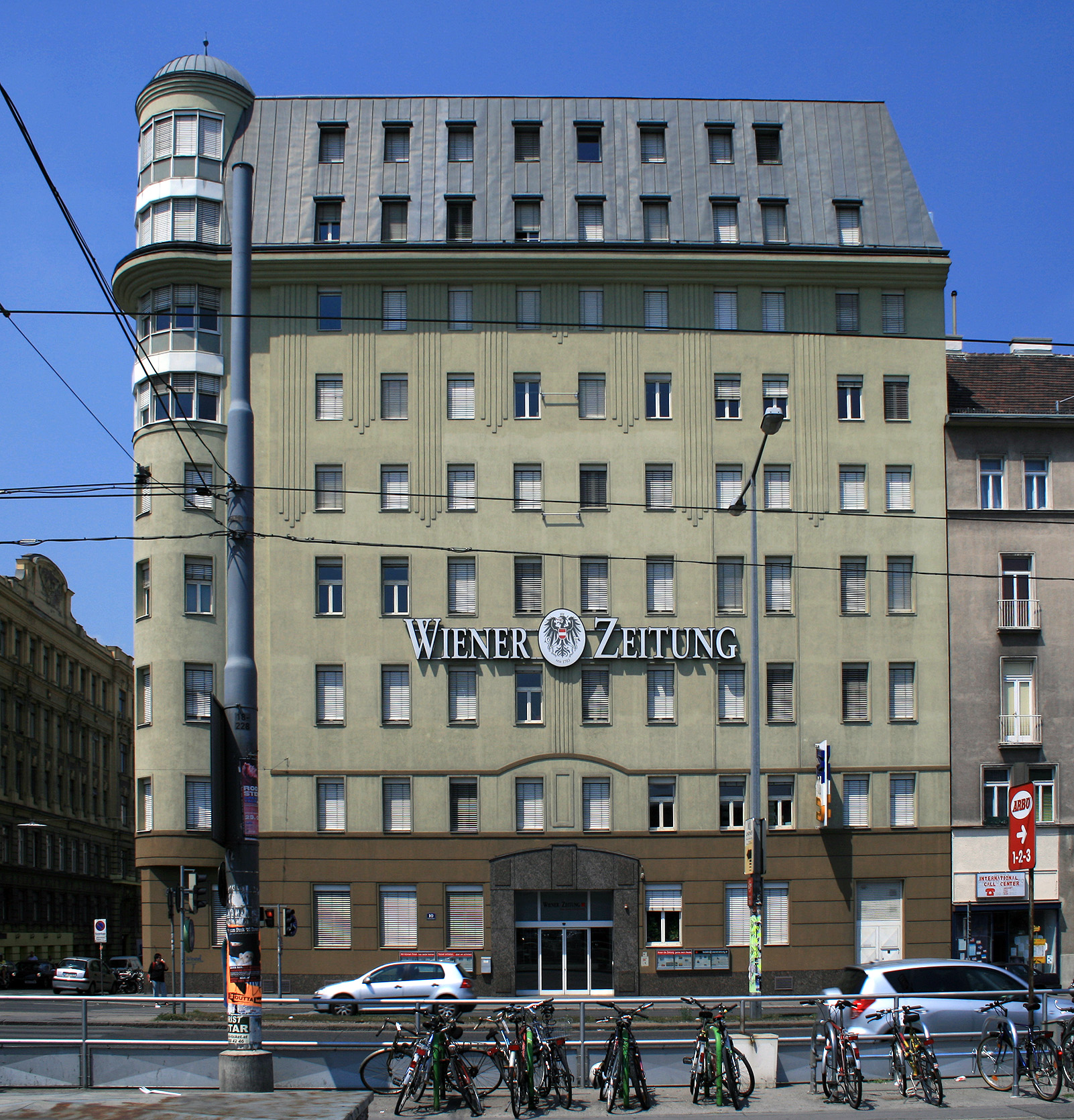
Sede do jornal em Viena

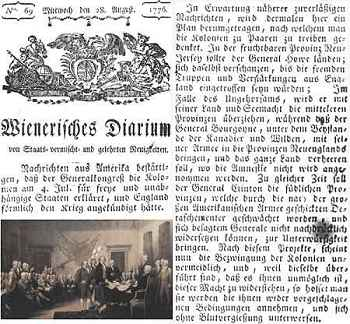
Wiener Zeitung, edição de 1776

A Wiener Zeitung é um jornal austríaco fundado em 1703 com o nome "Wiennerisches Diarium" que teve o primeiro exemplar editado em 8 de Agosto de 1703. Desde 1780 o jornal, com sede em Viena, chama-se "Wiener Zeitung". É o jornal publicado sem interrupção mais antigo do mundo.